# Sphecodes antennariae
Sphecodes antennariae är en biart som beskrevs av Robertson 1891. Sphecodes antennariae ingår i släktet blodbin, och familjen vägbin. Inga underarter finns listade i Catalogue of Life.